# Caberea sagamiensis
Caberea sagamiensis is een mosdiertjessoort uit de familie van de Candidae. De wetenschappelijke naam van de soort is voor het eerst geldig gepubliceerd in 1941 door Silén.